# Solhöjden, Esbo stad
Solhöjden (finska: Suvikumpu) är ett bostadsområde i Hagalund i Esbo kommun i Finland.
Solhöjden ritades av Reima och Raili Pietilä. Det baserades på ett tävlingsförslag, som fick första pris i en tävling 1962 och uppfördes i en första etapp 1964–1969. En andra etapp genomfördes 1981–1982, med utvidgningen Sunnanvind (finska: Suvituuli) och en tredje 1983 med ett mindre shoppingcenter. Bostadsområdet ligger på en skogig bergknalle i södra delen av Hagalund.
Husen har ett enhetligt utseende i val av byggnadsmaterial och färg, och ett omväxlande utseende genom uppbrutna huskroppar och höjd. Husen varierar i höjd från två till nio våningar och är byggda i tre etapper. I den första och största gruppen ingår tre byggnader (Suvikulma, Suvikeskus & Suvikäri) i 'L'-form i den norra delen av området. De tre varierar  från tre våningar till nio från söder till öst. Den andra gruppen består av två sammankopplade långsträckta och uppbrutna hus ligger söder om de först byggda husen längs bergsknallens västra sida. Höjden varierar mellan två och fyra våningar. I den tredje etappen byggdes ett mindre affärscentrum med en blomsteraffär och ett mindre antal bostäder i hörnet Solhöjdsvägen/Solgränd.

## Bildgalleri

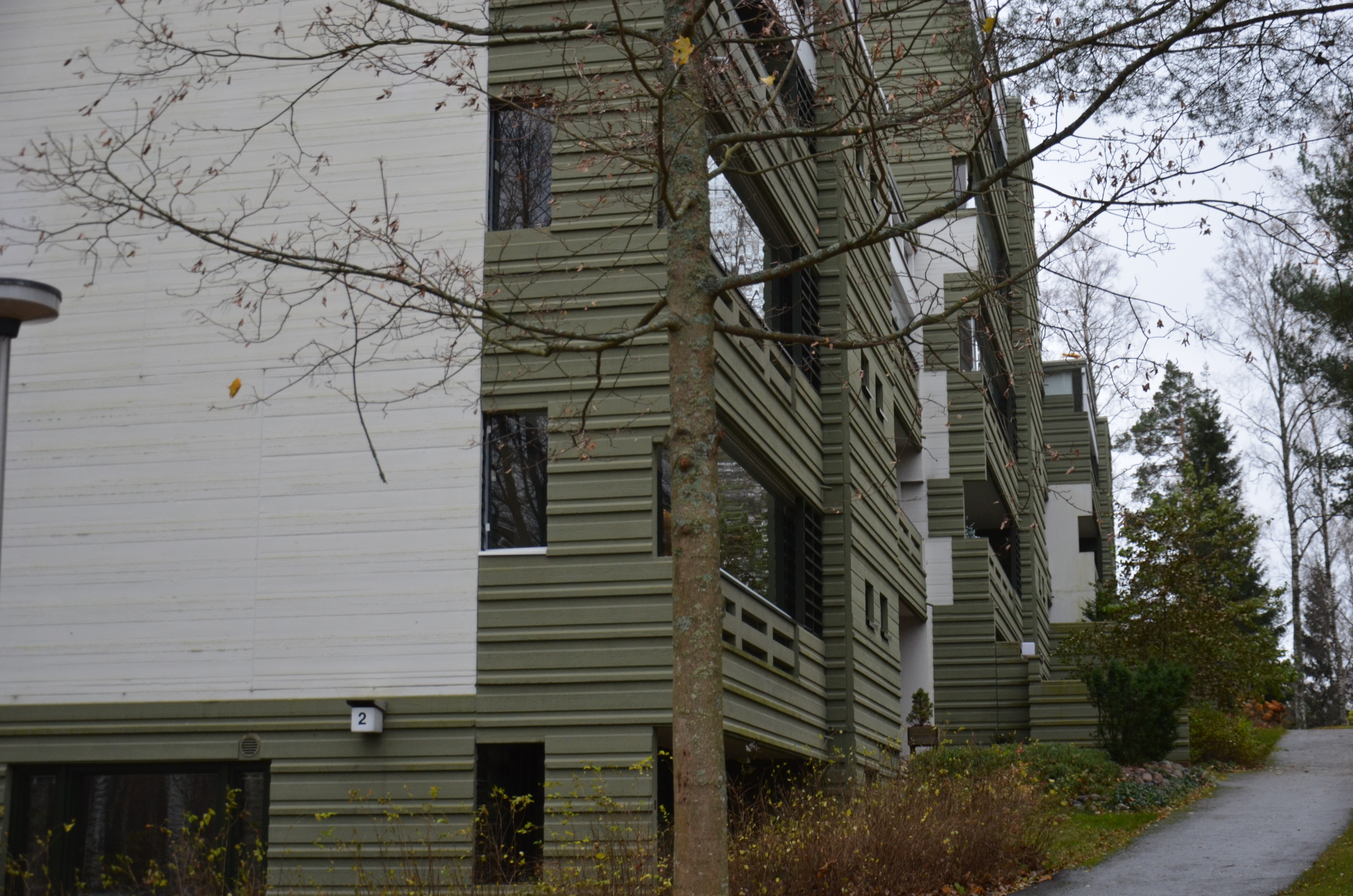
Hus i etapp I
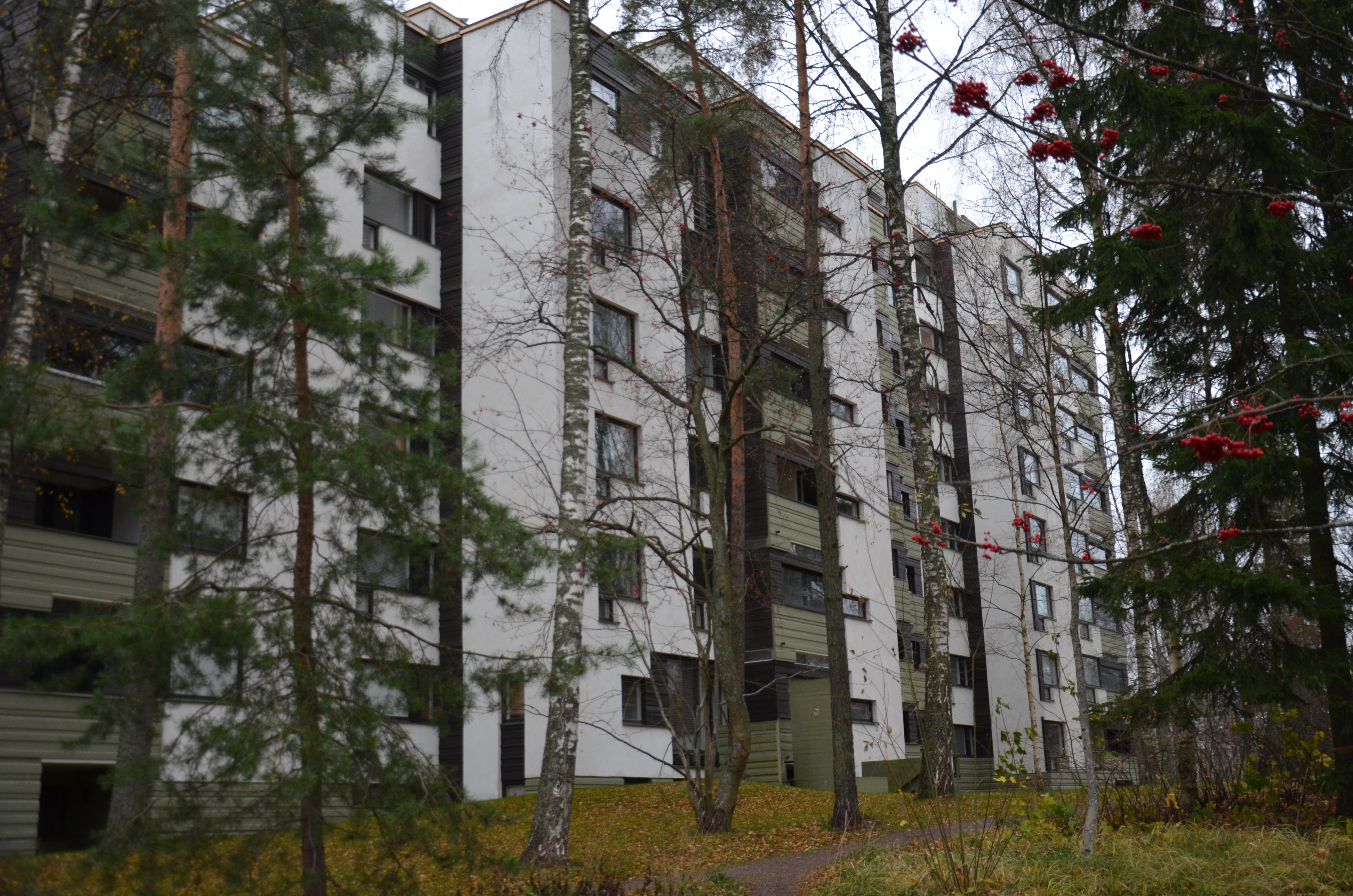
Hus i etapp I
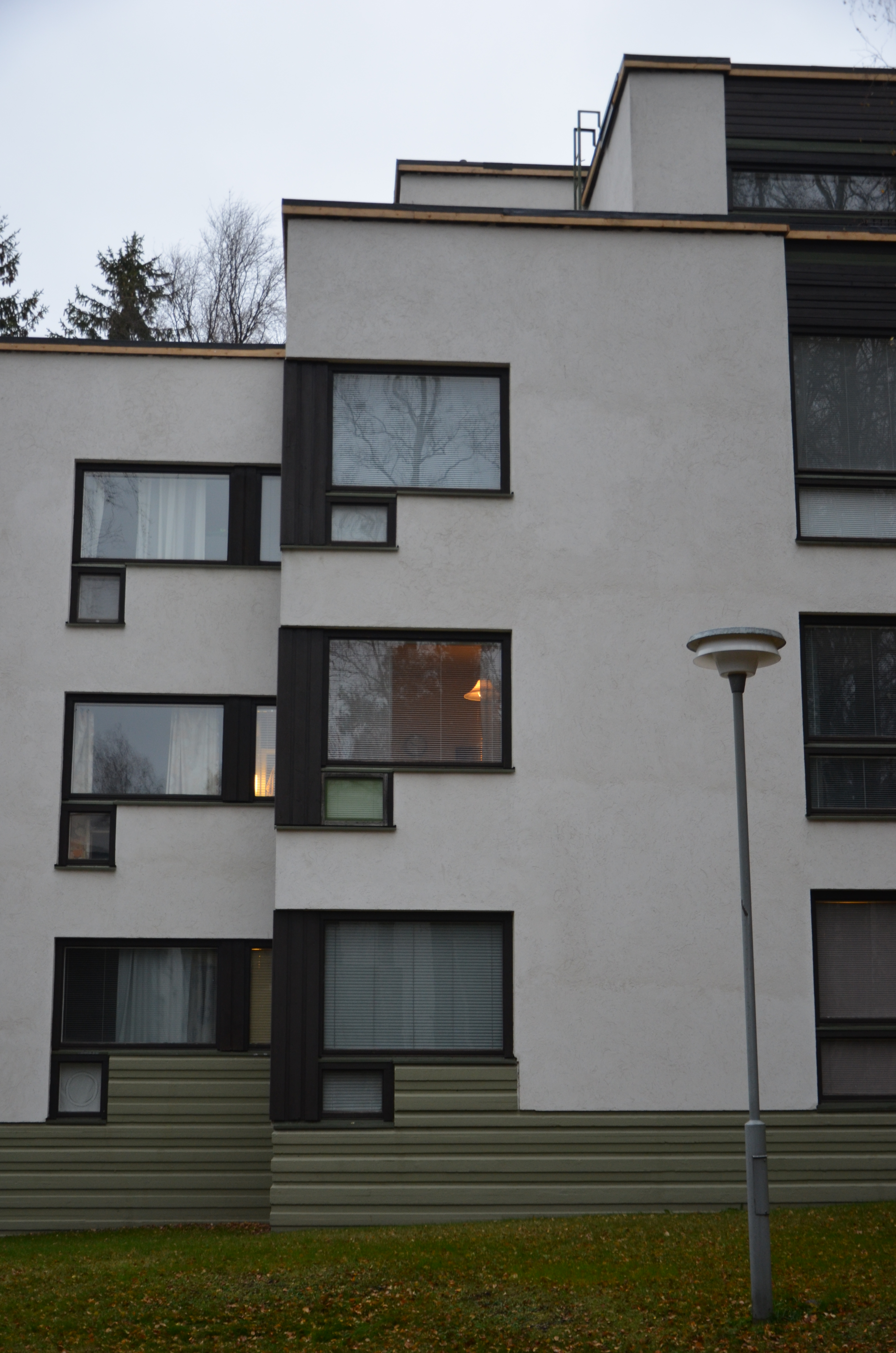
Hus i etapp I
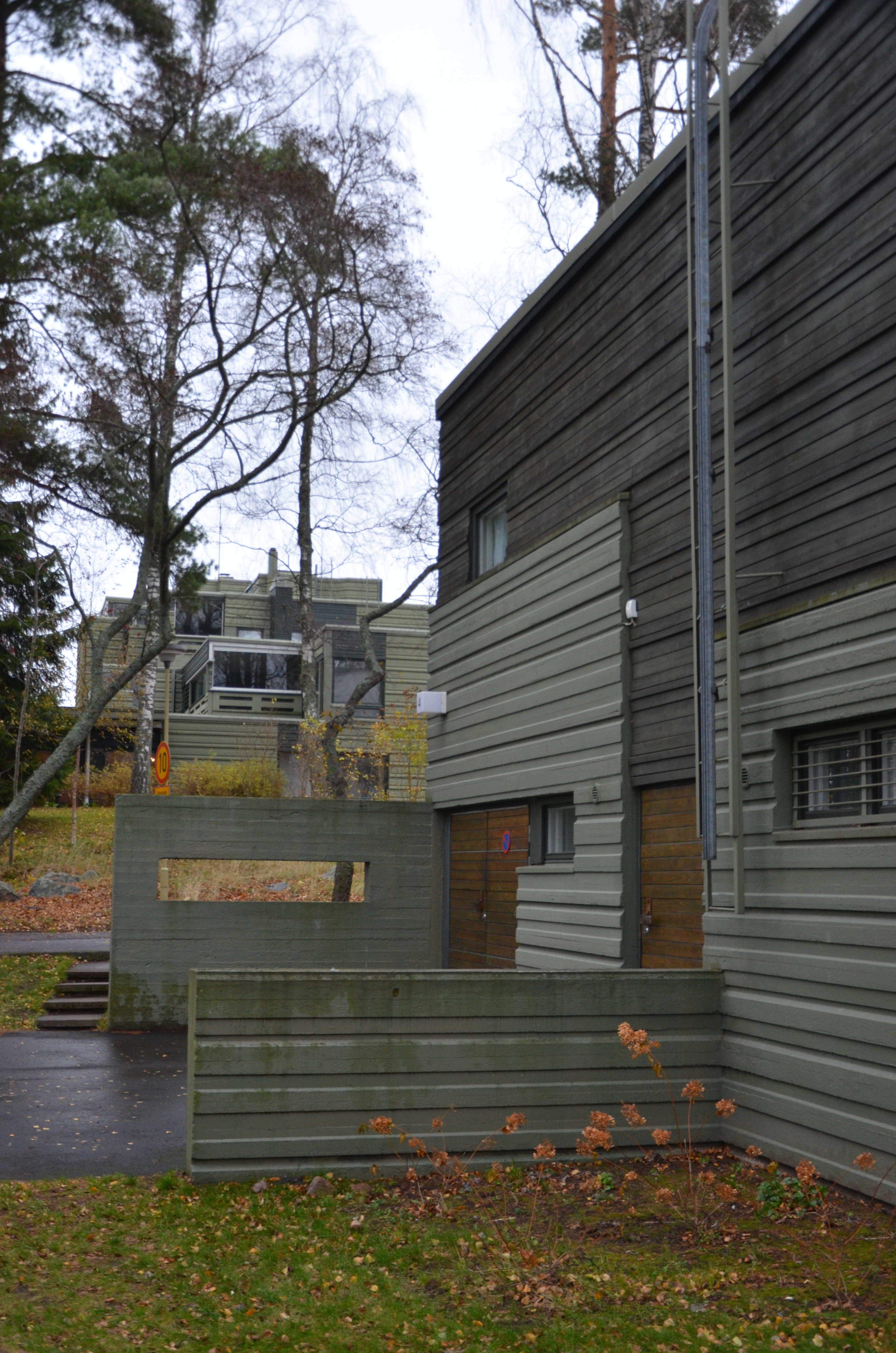
Hus i etapp II
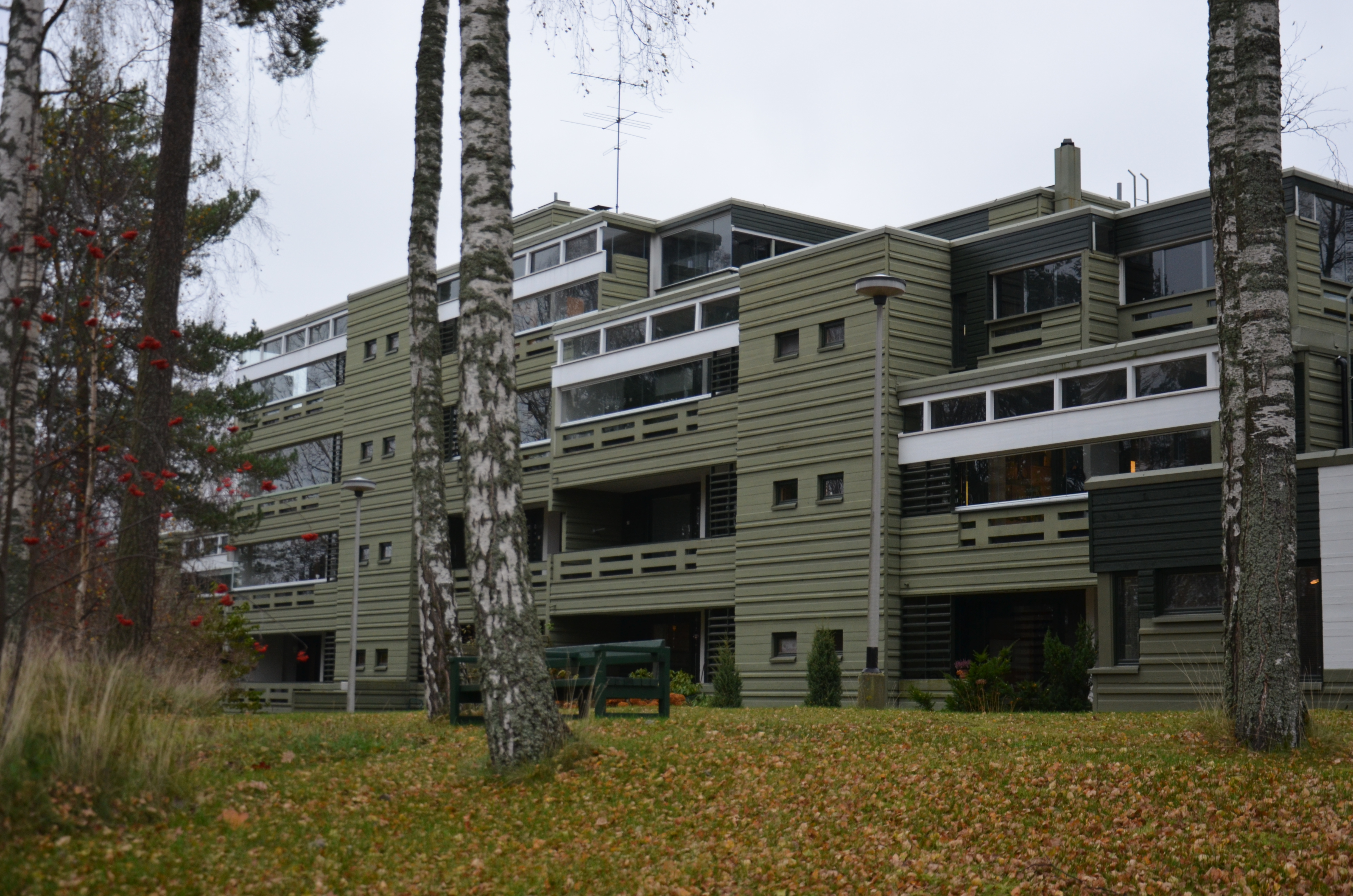
Hus i etapp II
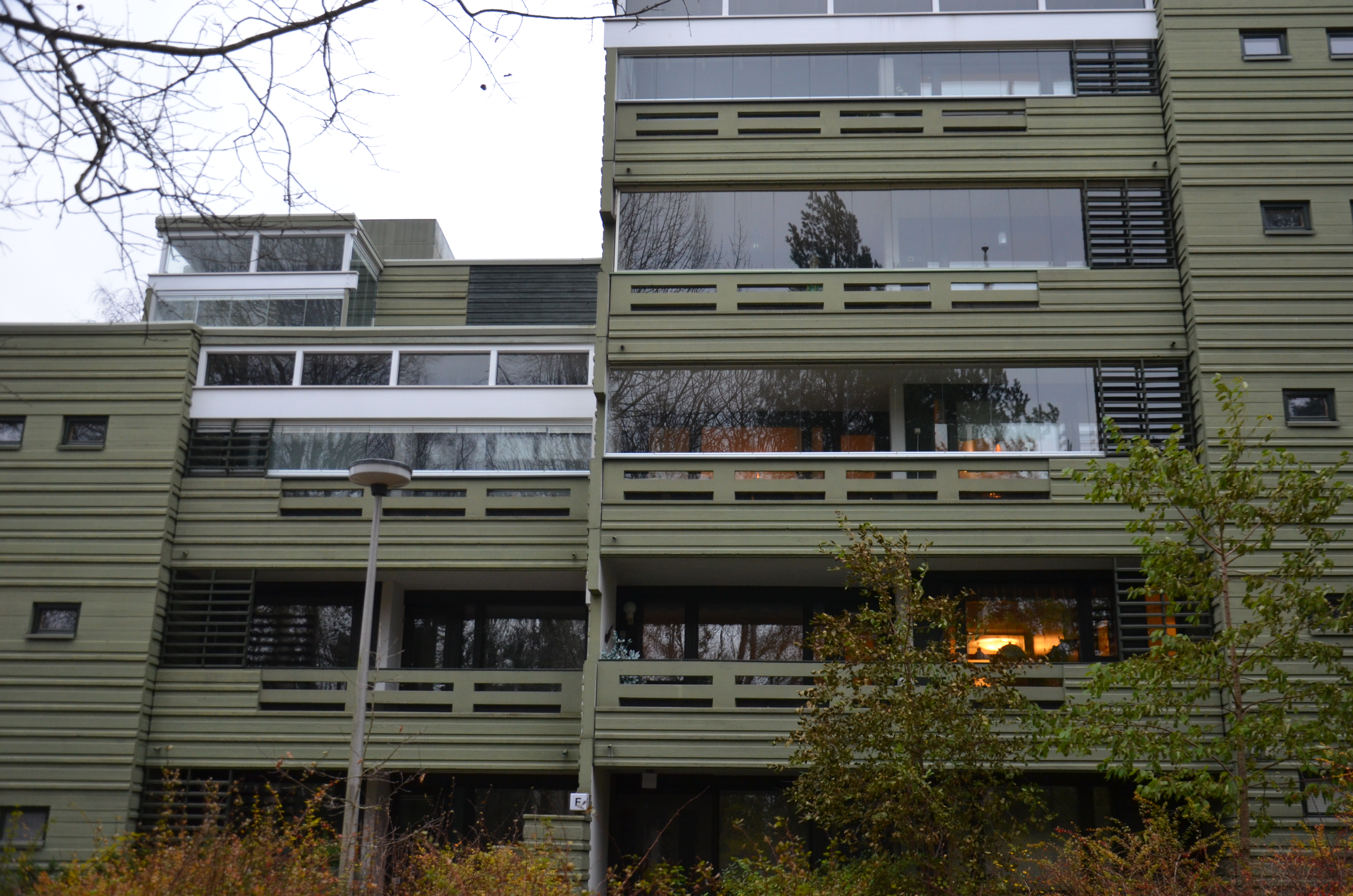
Hus i etapp II
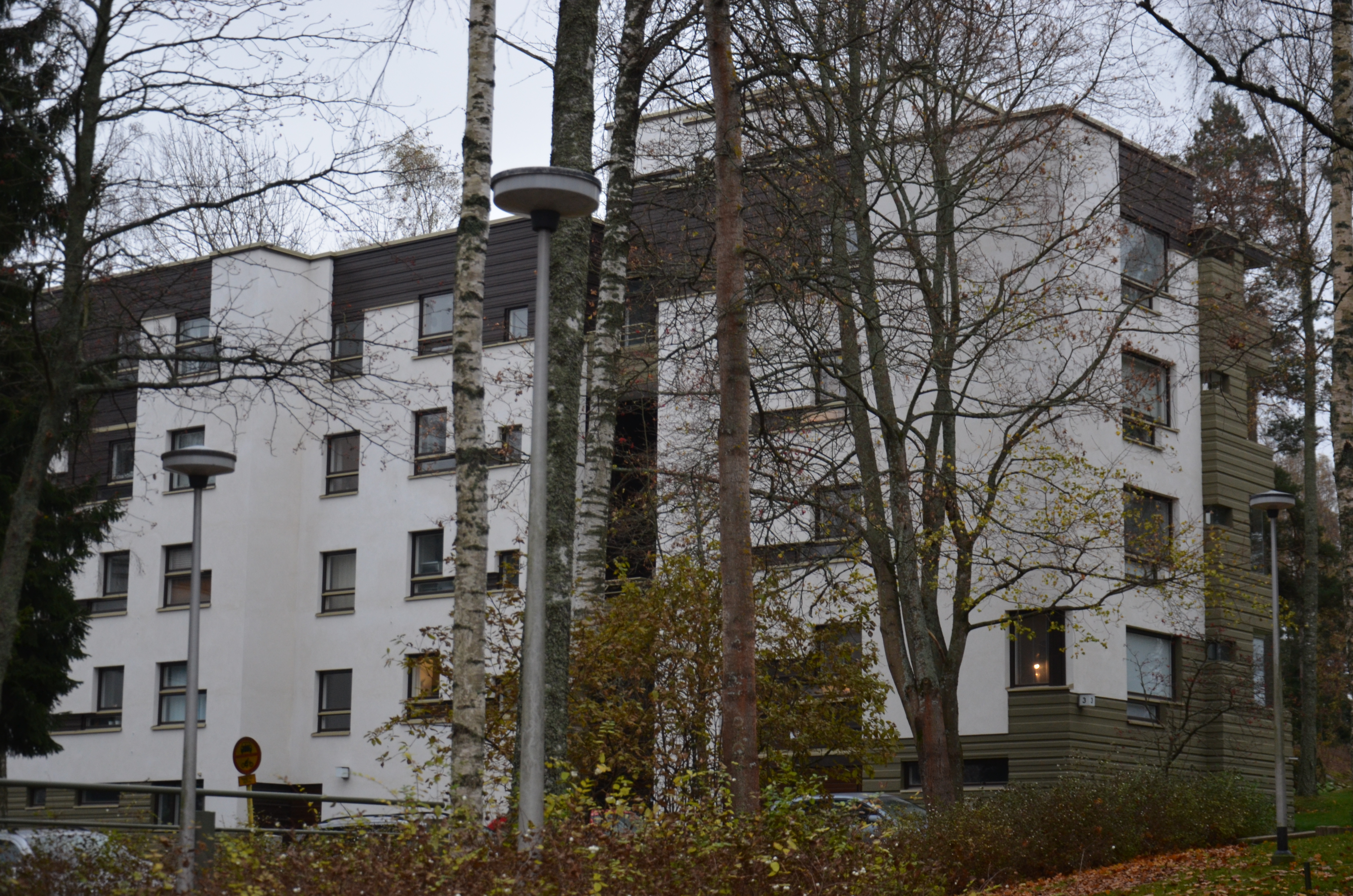
Hus i etapp II
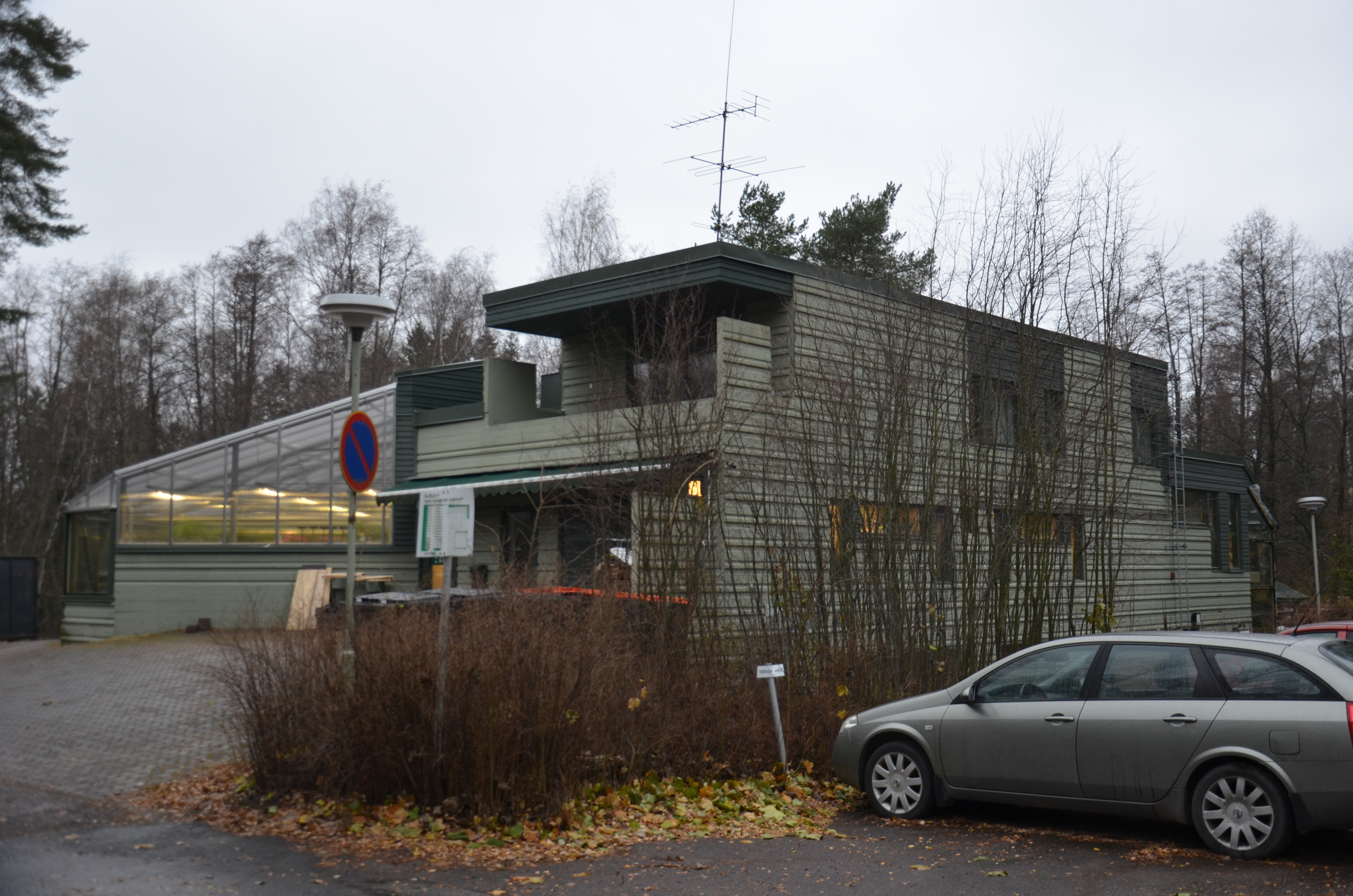
Köpcentrums baksida, etapp III